# 沙河源街道
沙河源街道，是中华人民共和国四川省成都市金牛区下辖的一个乡镇级行政单位。

## 行政区划
沙河源街道下辖以下地区：
政通路社区、川建社区、古柏社区、新桥社区、陆家桥社区、友联社区、踏水桥社区、王贾桥社区、泉水社区、长久社区、五福新社区和汇泽路筹委社区。